# Raw to the Bone
Raw to the Bone è il tredicesimo album in studio del gruppo musicale rock britannico Wishbone Ash, pubblicato nel 1985.

## Tracce
Side 1
1. Cell of Fame – 4:35
2. People in Motion – 3:48
3. Don't Cry – 3:27
4. Love Is Blue – 3:41
5. Long Live the Night – 3:29

Side 2
1. Rocket in My Pocket – 3:44
2. It's Only Love – 4:07
3. Don't You Mess – 3:51
4. Dreams (Searching for an Answer) – 3:28
5. Perfect Timing – 3:51

## Formazione
- Andy Powell - voce, chitarra
- Laurie Wisefield - chitarra
- Simon Butt - tastiera
- Mervyn Spence - basso
- Steve Upton - batteria